# Тригональна сингонія

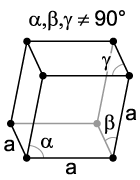
Тригональна сингонія

Тригона́льна синго́нія або ромбоедрична сингонія — тип сингонії кристалічної ґратки.
Позначення: D3d, rh.
Кристалічні класи: C3, S6, C3v, D3, D3d.
Усі три базисні вектори рівні за довжиною, але не перпендикулярні один до одного.

## Приклади
Кварц, турмалін, гематит